# 柳条湖事件

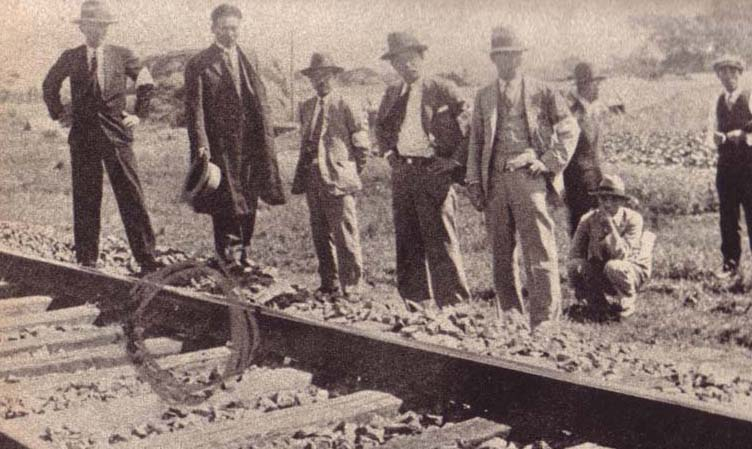
日方專家檢視柳条湖事件爆破现场

柳条湖事件發生於1931年9月18日，乃日本关东军为侵占中国东北，挑起争端，自導自演制造一宗炸毁铁路，诬陷中国东北军的事件，同日即爆發九一八事變。

## 事件策划

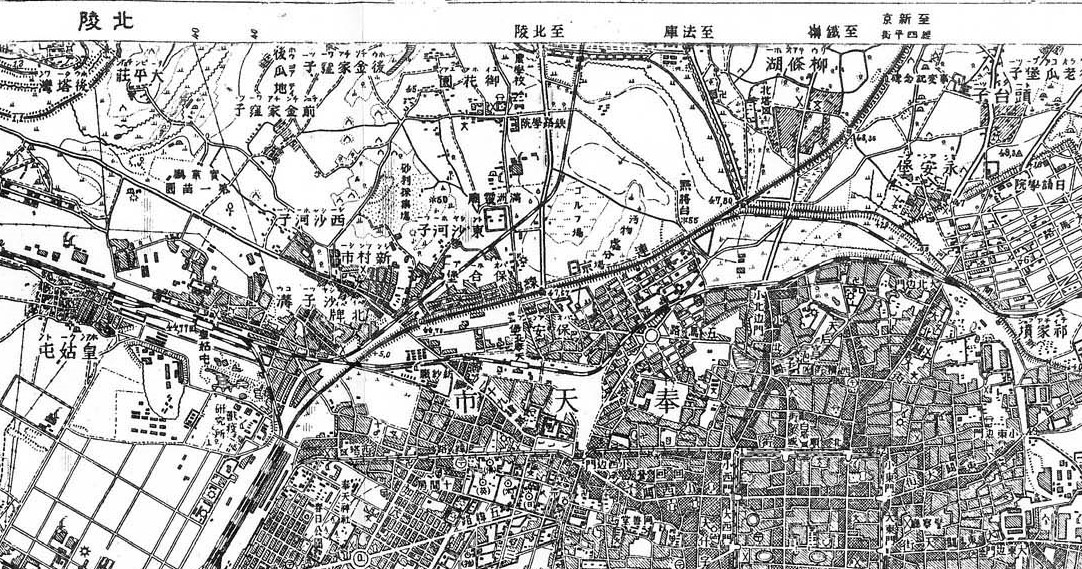
柳条湖位于奉天北郊南满铁路连京线旁

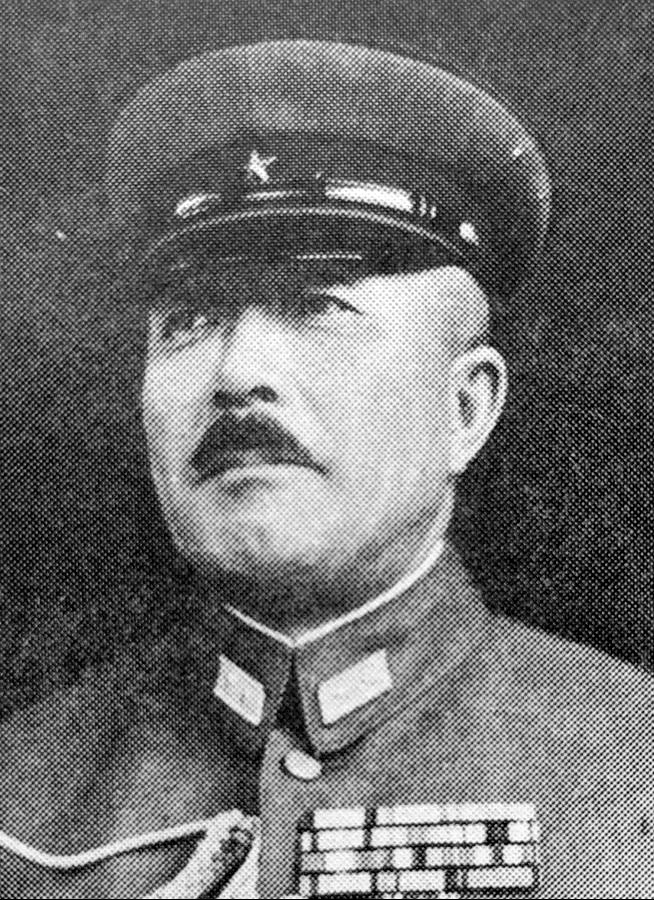
板垣征四郎

柳条湖事件是日军內部精心策划的一次阴谋，為了防止被日本阻止，而並未上報給東京方面；而奉天（现为沈阳）是东北的政治、经济、文化中心，也是东北军主力的驻地，便成为首要目标中的首要目标；柳条湖靠近沈阳城和东北军北大营，便于嫁祸和进攻，便成为制造事件的地点。
事件的总策划者为关东军中主战的作战主任参谋石原莞尔中佐和高级参谋板垣征四郎大佐，事后反应看，日本内阁或許并不知情。石原莞尔和板垣征四郎选定柳条湖后；由奉天特务机关辅助官花谷正少佐、今田新太郎大尉和奉天宪兵队长三谷清中佐制定具体计划；由熟悉爆破的河本末守中尉实施爆破。
六月底（1931年），在策划参谋旅行时，石原和板垣对关东军的部分人员说，九月下旬，要在柳条沟（湖）开始战斗行动，要求他们协助这一计划。花谷正和今田新太郎（张学良顾问柴山兼四郎中佐的助理官）首先参与商谈。不久，又要求奉天宪兵队长三谷清中佐予以合作。奉天独立守备队步兵第一中队长小野正雄大尉来到驻奉天独立守备队步兵第二大队第三中队长川岛正雄大尉（虎石台）处，摸川岛的底细，问他：‘关东军如果动手的话你打算跟着幹吗？’川岛也是河本大作在第十连队（小仓）时的部下。川岛和小野一到花谷那里，花谷就说：‘不想幹的人干脆回中央’，接着对北大营占领计划作了说明。最后在特务机关二楼召开会议，今田也参加了这次会议。经两、三次聚会后，终于炮制了在柳条湖炸毁铁路的计划。
八月間，東京當局起了疑心，令日本內閣及外相幣原喜重郎等鴿派，即刻要求日本軍部遣作戰部長建川美次前往瀋陽查看情況，但高層視察的消息走漏給南次郎，另由情報部門橋本欣五郎密電坂垣等，囑在天皇的钦差到達前舉事，因此此事件才提前十天在9月18日發生。

## 事件经过

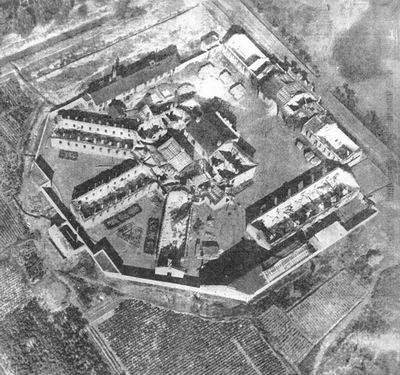
日军炮火破坏的北大营

1931年9月18日夜，日本关东军決定立即擅自發動，提前開始本預訂在9月28日的假旗計畫，驻虎石台兵营的独立守备队步兵第二大队的第三中队，在中队长川岛正雄大尉率领下沿南满铁路向南行进到文官屯一带实行夜间演习。22时20分左右，以中队副河本末守中尉和小杉喜一军曹为首一个小分队在奉天（现称沈阳）北面约7.5公里处的柳条湖南满铁路段上引爆小型炸药，炸毁了小段铁路。并将3具身穿东北军士兵服装的中国人尸体放在现场，作为东北军破坏铁路但失誤的证据。
爆炸后，河本末守立刻向北大营的方向射击，并向日军独立守备队第二大队长島本正一中佐报告“北大营的中国军队，炸毁铁路，攻击守备队”。独立守备队又立刻报告了在旅顺的关东军司令部。岛本正一中佐赶到奉天特务机关报告时，早已在等候时任关东军高级参谋的板垣征四郎下令向中国军队开火，进攻东北军北大营和沈阳城。在文官屯一带的第三中队向南移动进攻北大营，设在虎石台第三中队驻地里的火炮开始轰击北大营和奉天机场。
当时，北大营驻守的东北军第七旅毫无防备，被打得措手不及。而事前张学良曾训令“中日关系现甚严重，我军与日军相处须格外谨慎。无论受如何挑衅，俱应忍耐，不准冲突，以免事端”，造成驻守部队并未做出反击。第七旅三个团中有两个团按指示撤走，只有王铁汉的620团未及时接到撤退命令，被迫自卫抵抗，最后突围撤走。由于执行不抵抗命令，北大营逾万名守軍被只有500多人的日軍擊潰。随后，沈阳城及东大营驻军亦是不战而退，被日军顺利占领。

## 事件调查

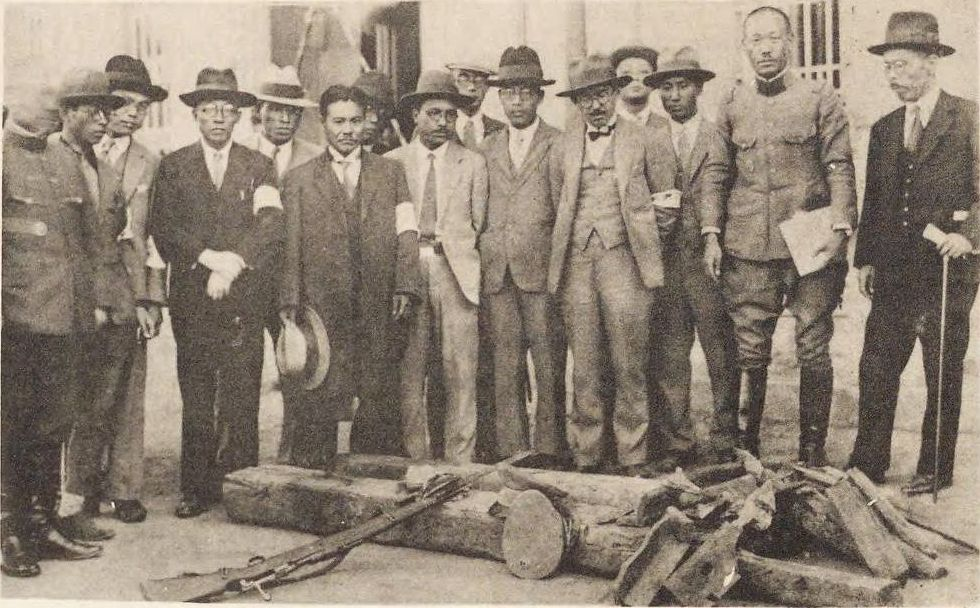
“柳条湖事件”，日军栽赃东北军所使用的所谓“物证”：几顶东北军的帽子、一支步枪、两根被炸的枕木

- 爆炸地点偏僻，靠近东北军北大营，易于嫁祸，同时方便日军发起攻击。|          | 18日夜，月近半圆，高粱地黑沉沉的一片；疏星点点，长空欲坠。岛本大队川岛中队的河本末守中尉，以巡查铁路线为名，带领数名部下向柳条沟走去。一面从旁边观察北大营的兵营，一面选了个离兵营约800米往南去的地点，河本亲自把骑兵用的小型炸药安装在铁轨下，并点了火，时间是10点过了，轰的一声炸响，铁轨和枕木都炸飞了。 |
| ——花谷正 | |
- 此次爆炸后，计划赶到现场进行紧急维修的南滿洲鐵道员工被关东军士兵拦阻。而且在爆炸之后不久，22时40分，从长春经南满铁路的列车，準時抵达沈阳车站，由此可见这次爆炸的规模不大，据说铁轨只被炸弯了1.5米。可见爆破部位、长度都是经过精心策划的。
- 9月19日，美国记者乔·毕·巴鲁（J. B. Powell）到柳条湖进行了现场调查。后来，在远东国际军事法庭作证时，巴鲁证实：“中国士兵的尸体放在离路轨45~91米的地方……同行中的一个伙伴调查了一具尸体。他见到的是一个没有血迹、被放置了相当长时间的尸体。”[6][7]
- 《遠東國際軍事法庭判决书》明确认定：柳条湖事件“是日本人有计划实行的”。
- 二战结束后，日本大学法学部教授、现代历史学家秦郁彦博士对当时关东军军官花谷正等人进行调查，逐渐了解到柳条湖事件的真相。此后，花谷正的证词被秦郁彦整理后在日本杂志（河出书房 出版）发表，引起了极大的轰动。此后，秦博士通过对其他有关人士的采访，也证实了花谷证词的可靠性。[8]
- 此事件在日本长期誤稱“柳條溝事件”，是由于当年日本士兵為了對外掩蓋事件實際發生地點而擅改地名，[9]而日語「溝」讀「（kō）」，「湖」讀「（ko）」音近，僅有長短音之不同。

## 事件影响
- 柳条湖事件是同在当天爆发的九一八事变开端。
- 连环漫画专辑《丁丁历险记》的第五本《蓝莲花》中有一段情节，主人公丁丁目睹日本间谍兼毒贩平野松成炸毁京滬鐵路誣陷中國，並引發日本侵略。其来源即柳条湖事件。
- 如今，在柳条湖建有“九·一八历史博物馆”，收集了相关史料和文物。